# Jogador contra jogador
Jogador contra jogador (sigla JxJ), também conhecido pelo termo em inglês Player versus Player (sigla PvP), se refere a uma modalidade de jogos eletrônicos multijogador na qual jogadores enfrentam-se mutuamente. Em alguns jogos se utiliza este termo para designar um local em que os jogadores podem atacar e matar uns aos outros.
Antes do surgimento dos jogos online, quase todos os jogos se classificavam como PvE (Player versus Environment), onde um jogador se relacionava com outros personagens fictícios cujo comportamento se dava através do algoritmo do jogo. Uma exceção eram os jogos de dois ou mais jogadores onde era possível o PvP, com jogadores enfrentando outros jogadores.
Os termos PvE e PvP são utilizados com mais frequência nos jogos de MMORPG, onde o jogador pode se relacionar com os NPCs (Non-Player Characters) ou com outros jogadores. Dentro do MMORPG e outras categorias de jogos, estes termos são geralmente utilizados em ambientes de batalha, onde os confrontos contra outros jogadores caracterizam o PvP e os confrontos contra criaturas fictícias (controladas pelo programa de computador) caracterizam o PvE. Também existem raras vezes em que lugares são caracterizados como PvPvE (Player versus Player versus Environment), como no Lineage ll e AION, onde existem certas áreas em que as duas raças podem lutar entre si ao mesmo tempo que podem matar monstros e fazer missões.

## História
O PvP tem suas raízes em diversos jogos MUD (Domínios, Dimensões e Cavernas multi-usuário), como o Gemstone III. As primeiras utilizações do termo PvP se deram no início da década de 1980 em MUDs jogados através de murais de recados, em sistemas textuais como MajorMUD e Usurper. O primeiro MMORPG gráfico a incluir o PvP foi o jogo Neverwinter Nights que começou a ser desenvolvido em 1989.